# Долче & Габана
Долче & Габана (итал. Dolce & Gabbana) италијанска је луксузна индустријска модна кућа. Компанију су отворили италијански модни дизајнери Доменико Долче (рођен 13. августа 1958. на Сицилији) и Стефано Габана (рођен 14. новембра 1962. у Милану).
Њихову одећу су до сада носиле многе познате личности, попут Мадоне, Кајли Миног, Наоми Кембел, Жизел Биндшен, Џенифер Лопез, Монике Белучи, Пенелопе Круз, Анђелине Жоли и многих других.